# Lopezia violacea
Lopezia violacea là một loài thực vật có hoa trong họ Anh thảo chiều. Loài này được Rose mô tả khoa học đầu tiên năm 1909.